# 基拔街
基拔街（英語：Gilbert Street）是澳洲南澳州阿德萊德市中心的一條主要街道，以該州首任郵政局長湯馬士·基拔命名。